# Comuna Derna, Bihor
Derna (în maghiară: Felsőderna) este o comună în județul Bihor, Crișana, România, formată din satele Derna (reședința), Dernișoara, Sacalasău, Sacalasău Nou și Tria.

## Demografie
Componența etnică a comunei Derna
     Români (69,41%)
     Slovaci (15,98%)
     Maghiari (6,93%)
     Alte etnii (0,61%)
     Necunoscută (7,08%)
Componența confesională a comunei Derna
     Ortodocși (61,73%)
     Romano-catolici (14,05%)
     Penticostali (10,52%)
     Reformați (3,24%)
     Baptiști (1,87%)
     Alte religii (1,26%)
     Necunoscută (7,33%)
Conform recensământului efectuat în 2021, populația comunei Derna se ridică la 1.978 de locuitori, în scădere față de recensământul anterior din 2011, când fuseseră înregistrați 2.616 locuitori. Majoritatea locuitorilor sunt români (69,41%), cu minorități de slovaci (15,98%) și maghiari (6,93%), iar pentru 7,08% nu se cunoaște apartenența etnică. Din punct de vedere confesional, majoritatea locuitorilor sunt ortodocși (61,73%), cu minorități de romano-catolici (14,05%), penticostali (10,52%), reformați (3,24%) și baptiști (1,87%), iar pentru 7,33% nu se cunoaște apartenența confesională.

## Politică și administrație
Comuna Derna este administrată de un primar și un consiliu local compus din 11 consilieri. Primarul, Iarko-Daniel Segheciu[*], de la Partidul Social Democrat, este în funcție din octombrie 2020. Începând cu alegerile locale din 2024, consiliul local are următoarea componență pe partide politice:
|  | Partid                                                  | Consilieri | Componența Consiliului | Componența Consiliului | Componența Consiliului | Componența Consiliului | Componența Consiliului | Componența Consiliului | Componența Consiliului | Componența Consiliului |
|  | ------------------------------------------------------- | ---------- | ---------------------- | ---------------------- | ---------------------- | ---------------------- | ---------------------- | ---------------------- | ---------------------- | ---------------------- |
|  | Partidul Social Democrat                                | 8          |                        |                        |                        |                        |                        |                        |                        |                        |
|  | Partidul Național Liberal                               | 2          |                        |                        |                        |                        |                        |                        |                        |                        |
|  | Uniunea Democratică a Slovacilor și Cehilor din România | 1          |                        |                        |                        |                        |                        |                        |                        |                        |

## Personalități născute aici
- Ioan Pap-Deac (n. 1969), fotbalist.